# Adolf Fredriks flickkör
Adolf Fredriks flickkör är en av två representationskörer vid Adolf Fredriks musikklasser i Stockholm under ledning av Fredrik Winberg sedan 2017. Den andra kören är Adolf Fredriks gosskör. Kören som har ett gediget gott rykte världen över har medverkat i mängder av radio- och TV-program, i större konsert- och operauppsättningar, i en lång rad skivinspelningar, vid stora officiella högtider, kongressöppningar etc. Adolf Fredriks flickkör inbjuds ofta till internationella körfestivaler och har under sin drygt 40-åriga verksamhet besökt de flesta kontinenter. Genom sin erkänt höga kvalité är kören efterfrågad vid högtidliga sammanhang som till exempel det Kungliga bröllopet 2010 och Nobelfesten 2016. Många är de institutioner och företag som genom åren har anlitat flickkören. Kören får ofta uppdrag att representera Sverige vid olika sammanhang.
Mycket har sagts om denna unika flickkör som genom sin ständiga förnyelse utvecklas mot nya mål. Varje år handplockas nämligen nya körmedlemmar, mestadels från årskurs sex, då de äldsta i årskurs nio går ut Adolf Fredriks Musikklasser och därmed lämnar kören.
Kören startades år 1972 av Bo Johansson som ledde kören fram till 2011. Därefter ledde Karin Bäckström kören fram till hösten 2016. Efter att Sofia Ågren tillfälligt innehaft dirigentposten under läsåret 2016/17 tog Fredrik Winberg över ledarskapet hösten 2017.

## Priser och utmärkelser
- 1977 – Förstapris i Sveriges Radios Barn- & Ungdomskörtävling
- 1978 – Förstapris vid Nordiska barnkörfestivalen, Island
- 1981 – Förstapris i "The Competitions Kodály Zoltán", Komlo, Ungern
- 1983 – Förstapris i "The Competitions Kodály Zoltán", Komlo, Ungern
- 1986 – Två förstapriser i "Concours International de Choeures d'enfants”, Nantes, Frankrike
- 1989 – Förstapris i BBC:s internationella körtävling "Let the peoples sing"
- 2001–02 – Årets kör i Sverige
- 2001–04 – "Choir of the Federation and Cultural Ambassador" (utmärkelse från EU:s körfederation Féderation Européenne des Choeurs de l'Union)
- 2010 – Gunther Erdman Preis samt Grand Prix vid Internationale Choir Competition i Halle (Saale)
- 2012 – Förstapris i Profan Musik vid Il Garda In Coro i Malcesine, Italien
- 2014 – Grand Prix samt förstapris i Sakral musik och förstapris i Barnkör vid Isola del Sole festivale corale internationale, Italien.
- 2018 - Förstapris i Barnkör, Sakral musik a cappella samt Folklore vid 2nd Istramusica International Choral Competitiion i Porec, Kroatien, med juryns specialpris till dirigenten Fredrik Winberg.

## Diskografi (urval)
- Cantemus 2 (1995)
- Goder afton, mitt herrskap! (2001)
- Like Crystal That's Gleaming (2002)
- I'm Here. And You? (2006)
- O makalösa stjärna (2008)
- Fairy Day (2013) - Bl.a. Världspremiärinspelning av Fairy Day av C V Stanford
- Music is My Name (2021)